# ELF Cup
La ELF Cup (Egalité, Liberté, Fraternité), è un torneo organizzato dalla Federazione calcistica di Cipro del Nord, svoltosi per la prima e unica volta nel 2006.
I partecipanti erano i membri iscritti all'NF-Board e alcune squadre FIFA affiliate all'Asian Football Confederation.

## Storia
Inizialmente la prima edizione della VIVA World Cup venne organizzata dalla NF-Board nella Repubblica Turca di Cipro del Nord, poco dopo il cinquantesimo anniversario della fondazione della KTFF. Ma alcuni problemi sorti tra l'NF-Board e la KTFF fecero spostare la prima edizione della VIVA World Cup in Occitania. La NF-Board affermò che il nuovo esecutivo di Cipro del Nord fece pressione per restrizioni su chi avesse potuto partecipare e chi no; il KTFF, invece, asserì che la NF-Board fece irragionevoli richieste finanziarie.
In risposta allo spostamento della sede della prima VIVA World Cup, la KTFF organizzò la prima ELF Cup nella Repubblica Turca di Cipro del Nord, con la promessa di pagare le spese del viaggio ai partecipanti, sperando che il torneo potesse proiettare Cipro del Nord più lontano nell'arena internazionale.

## Edizioni
| Anno          | Ospitante      |                | Finale    | Finale           | Finale       |                 | Finale 3º posto | Finale 3º posto | Finale 3º posto |
| Anno          | Ospitante      | Vincitore      | Risultato | 2º posto         | 3º posto     | Risultato       | 4º posto        |                 |                 |
| 2006 Dettagli | Cipro del Nord | Cipro del Nord | 3 - 1     | Tatari di Crimea | Kirghizistan | 2 - 2 (9-8 dtr) | Zanzibar        |                 |                 |